# Махасамґіка
Махасамґіка (палі Mahāsanghika, дос. «ті, що мають велике зібрання») — це школа раннього буддизму. Вона виникла після Другого Собору, як і течія Стхавіравада. У той час монахи сперечалися про те, яких практик дотримуватися. Це призвело до створення багатьох інших течій в Індії.
З цієї школи походять кілька течій давнього буддизму:
- куккутіка або гокуліка
- локоттаравада (палі Lokuttaravada)
- кайтіка (палі Cetiyavāda)
- праджняптівада (палі Paññattivādā)
- бахушрутія (палі Bahussutakā)
- екаваявахаріка[en] (палі Ekabbohārā)

Школа Махасамґіки характеризується, за словами шанованого в'єтнамського буддійського майстра Тхить Нят Хань, як реакція на схоластичні та догматичні тенденції того часу (наприклад, школи тхеравади, сарвастівадіна, саутрантики тощо). У середині IV ст. до н.е. школа Махансамґіка знову поставила проблему знання, наголошуючи на важливості очищення розуму для досягнення просвітлення. Розкриваючи марність вивчення та аналізу дхарм, ця школа заохочувала до безпосереднього духовного досвіду.